# پائولو آلبرتو فاچینی
پائولو آلبرتو فاچینی (انگلیسی: Paolo Alberto Faccini؛ زادهٔ ۲۲ ژانویهٔ ۱۹۶۱) بازیکن فوتبال اهل ایتالیا است.
از باشگاه‌هایی که در آن بازی کرده‌است می‌توان به باشگاه فوتبال پروجا، باشگاه فوتبال اسپتزیا، باشگاه فوتبال پارما، باشگاه فوتبال آ.اس. رم، باشگاه فوتبال پادوا، باشگاه فوتبال پیزا، و باشگاه فوتبال آولینو اشاره کرد.